# Mokronog
Mokronog este o localitate din comuna Mokronog - Trebelno, Slovenia, cu o populație de 700 de locuitori.